# Хёфте, Германнус
Германнус Хёфте (нидерл. Hermannus Höfte; 5 августа 1884, Амстердам — 18 января 1961, Амстердам) — нидерландский гребец, бронзовый призёр летних Олимпийских игр 1908 года.
На Играх 1908 года в Лондоне Хёфте входил в экипаж четвёрок Нидерландов. Его команда проиграла свою единственную гонку одной команде Великобритании, но несмотря на это, она разделила третье место и получила бронзовые медали.